# North River (Dakota del Nord)
North River è un centro abitato (city) degli Stati Uniti d'America, situato nella Contea di Cass nello Stato del Dakota del Nord. Nel censimento del 2023 la popolazione era di 56 abitanti. La città è stata fondata nel 1973.

## Geografia fisica
Secondo i rilevamenti dell'United States Census Bureau, la località di North River si estende su una superficie di 0,20 km², tutti occupati da terre.

## Popolazione
Secondo il censimento del 2023, a North River vivevano 56 persone, ed erano presenti 19 gruppi familiari. La densità di popolazione era di 393 ab./km². Nel territorio comunale si trovavano 19 unità edificate. Per quanto riguarda la composizione etnica degli abitanti, il 100% era bianco.
Per quanto riguarda la suddivisione della popolazione in fasce d'età, il 32,3% era al di sotto dei 18, il 7,7% fra i 18 e i 24, il 23,1% fra i 25 e i 44, il 36,9% fra i 45 e i 64. L'età media della popolazione era di 38 anni. Per ogni 100 donne residenti vivevano 140,7 maschi.